# شبكة التترا
التترا أو شبكة التترا (بالإنجليزية: Terrestrial Trunked Radio اختصارا: TETRA)‏ هي مجموعة مواصفات لأجهزة لاسلكي يتم استخدامها في الاتصال المباشر من جهاز إلى آخر أو من جهاز إلى عدة أجهزة. تم تصميمها بشكل خاص لكي يتم استخدامها من قبل الوكالات الحكومية وخدمات الطوارئ مثل أقسام الشرطة والإطفاء والإسعاف بالإضافة إلى شبكات السلامة العمومية وشركات النقل بالخطوط الحديدية والمطارات والمؤسسات العسكرية والجيش.
التترا هو معيار صدر أول نسخة منه عن المعهد الأوروبي لمعايرة الاتصالات في عام 1995 ويتم استخدامه حالياً في مختلف أنحاء العالم عن طريق شبكات اتصالات تعمل إلى جانب شبكات الاتصالات الوطنية.

## الوصف
تستخدم أجهزة التترا تقنية الوصول المتعدد عبر تقسيم الوقت (TDMA) التي تعطي أربع قنوات للمستخدم على حامل ترددي واحد وذلك بوجود فراغ يبلغ 25 كيلوهرتز بين كل حامل. ويتم استخدامها في الاتصالات من نقطة إلى أخرى أو من نقطة إلى عدة نقاط بالإضافة إلى نقل البيانات بسرعات منخفضة.

## استخدام التيترا في العالم العربي
في سورية يتم استخدام شبكة وأجهزة التترا من قبل الأجهزة الأمنية والجيش وأفراد مختارين من الشرطة ضمن شبكة واحدة تغطي معظم الأراضي السورية. التجهيزات الثابتة والمحمولة هي من نوع سيليكس.
في الأردن يتم استخدام أجهزة التترا من قبل قوات الدرك وهي من نوع موتورولا.